# Benjamín Walker
Benjamín Walker Echenique (Santiago, 3 de enero de 1992) es un músico chileno. Cantautor y guitarrista, Walker ha variado sus estilos entre el folk y el indie.
En 2018 fue nominado al Grammy Latino como Mejor Nuevo Artista. Participó como representante de Chile en la competencia folclórica del LX Festival Internacional de la Canción de Viña del Mar con el tema «Y arderán», obteniendo el segundo lugar. Además de su carrera solista, Benjamín es guitarrista y vocalista en la banda chilena de rock alternativo Hausi Kuta.

## Biografía
Hijo del político Ignacio Walker y de la cantante Cecilia Echenique. Nació el 3 de enero de 1992 en Santiago de Chile.
Estudió Derecho en la Universidad de Chile.

## Discografía

### Álbumes
- 2014 - Felicidad
- 2017 - Brotes
- 2021 - Libro Abierto
- 2024 - Libre

### Colaboraciones
- 2020 - Mal - Benjamín Walker + Yorka + Hakanna & Natisú.

### Sencillos
- 2016 - Tu valor
- 2017 - Duelo
- 2017 - Dejar & amar
- 2019 - Y arderán